# Władza sądownicza
Władza sądownicza, judykatywa (średn.-łac. iūdicātivus, z łac. iūdicātus) – w monteskiuszowskiej koncepcji trójpodziału władz jedna z podstawowych władz (obok władzy ustawodawczej i wykonawczej) obejmująca rozsądzający spory system organów sądowych.
Według Konstytucji Rzeczypospolitej Polskiej z 1997 r. władzę sądowniczą sprawują sądy i trybunały. Konstytucja gwarantuje ich odrębność i niezależność od innych władz. Należy natomiast wyróżnić wymiar sprawiedliwości, który sprawują sądy: Sąd Najwyższy, sądy powszechne, administracyjne oraz wojskowe. Wymiaru sprawiedliwości nie sprawują zaś trybunały.